# Comostolopsis
Comostolopsis là một chi bướm đêm thuộc họ Geometridae.

## Các loài
- Comostolopsis germana Prout, 1916
- Comostolopsis intensa Prout, 1915
- Comostolopsis simplex Warren, 1902
- Comostolopsis sladeni Prout, 1915